# Ancien couvent de la Visitation Sainte-Marie de Carpentras
Pour les articles homonymes, voir Couvent de la Visitation.
L'Ancien couvent de la Visitation Sainte-Marie, est un couvent de l'Ordre de la Visitation, à Carpentras, dans le département de Vaucluse.

## Histoire
Fondé en 1670 par le chanoine Paul Dandré de la cathédrale Saint-Siffrein, une première communauté est installée par trois premières religieuses, venue d'Annecy, dans une des maisons de l'« Ilot 35 » de la ville de Carpentras. Plusieurs communautés religieuses féminines étaient déjà implantées dans la ville depuis quelques années, comme les Carmélites, ou les Ursulines, en 1627. En 1674, les jeunes femmes de la noblesse locale obtiennent l'autorisation de l'évêque de fonder le couvent. La congrégation s'agrandit alors par l'achat de plusieurs maisons voisines. La construction de la chapelle date de 1717. L'ensemble a été vendu comme bien national, sous la Révolution française, en 1796. Le mobilier initial disparaît. En 1817, la confrérie des pénitents gris, alors installée dans la chapelle Saint-Étienne, rachète la chapelle, pour y célébrer quotidiennement la messe, et faire des processions pour la Fête-Dieu. En 1936, la chapelle désaffectée devient musée lapidaire.

## En savoir plus